# Mont Outheran
Le mont Outheran est une montagne du massif de la Chartreuse culminant à 1 676 m, située entre Saint-Thibaud-de-Couz et Entremont-le-Vieux, dans le département de la Savoie.

## Géographie

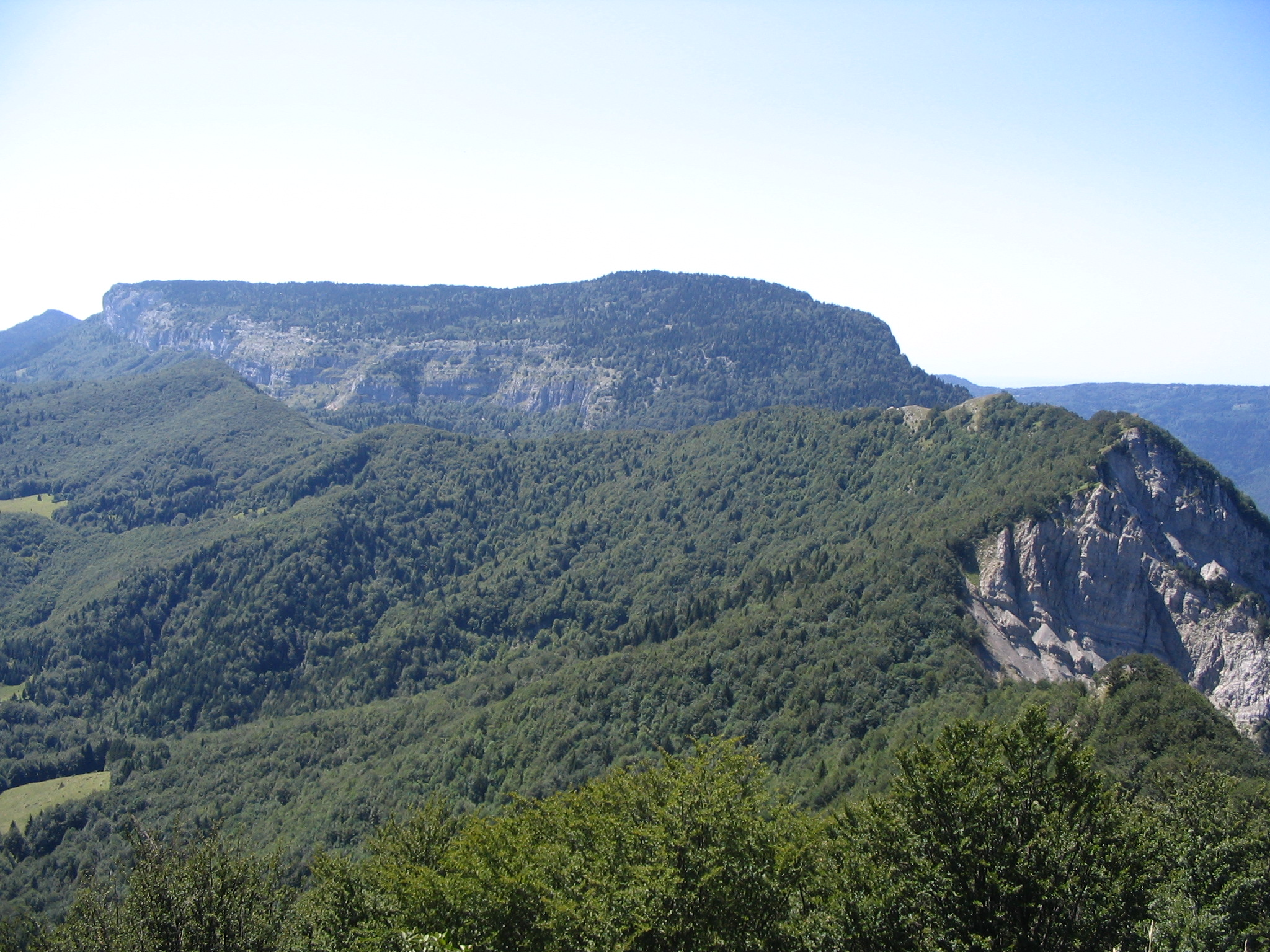
Vue du mont Outheran depuis la pointe de la Gorgeat.

Le mont Outheran est un étroit plateau, allongé sur plusieurs kilomètres dans le sens nord-sud, entre le col du Grapillon au sud et le col du Planet au nord. Il est entouré de falaises de tous côtés. La falaise à l'ouest délimite le territoire de la commune de Saint-Thibaud-de-Couz. Une grande partie du mont Outheran appartient entièrement à cette commune.
Il est constitué de calcaire urgonien.

## Zone naturelle protégée

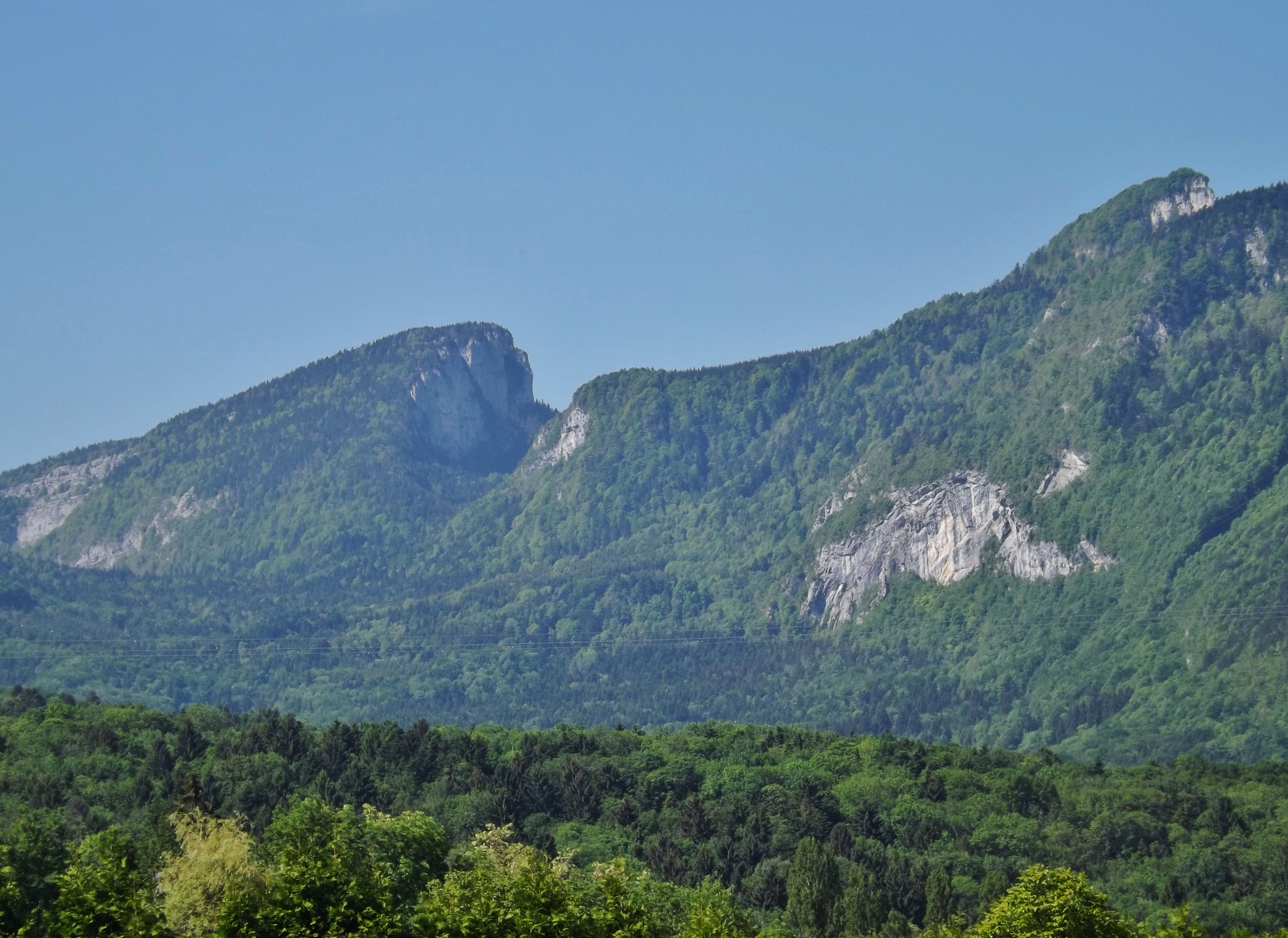
Le mont Outheran et la dent du Corbeley, ZNIEFF de type I, vus depuis Montagnole.

Le site du mont Outhéran est classé ZNIEFF de type I, n°38150032. La zone protégée s'étend sur 685 hectares et comprend aussi le Rocher du Corbeley au nord (1 419 m).
La ZNIEFF comprend à sa base une hêtraie calcaire, une falaise calcaire, lieu de nidification d'un couple d'aigles royaux, et des éboulis calcaires alpins à son sommet.

## Espèces protégées remarquables

### Oiseaux
- Aigle Royal
- Tichodrome échelette.

### Flore
- Aconit anthora,  Aconitum anthora  L.
- Arabette auriculée,  Arabis auriculata  Lam.
- Centranthe à feuilles étroites, Centranthus angustifolius (Miller) DC.
- Daphné des Alpes Daphne alpina L.
- Œillet de Montpellier Dianthus hyssopifolius L.
- Gaillet jaunâtre Galium obliquum Vill.
- Millepertuis à feuilles rondes Hypericum nummularium L.
- Orobanche du sermontain Orobanche laserpitii-sileris Reuter ex Jordan
- Polystic à aiguillons Polystichum aculeatum (L.) Roth
- Potentille luisante Potentilla nitida L.
- Primevère oreille d'ours Primula auricula L.